# Kunzea opposita
Kunzea opposita är en myrtenväxtart som beskrevs av Ferdinand von Mueller. Kunzea opposita ingår i släktet Kunzea och familjen myrtenväxter.

## Underarter
Arten delas in i följande underarter:
- K. o. leichhardtii
- K. o. opposita